# Malem Hodar
Malem Hodar ist eine Stadt im Zentrum des Senegal. Sie ist Präfektur des Départements Malem Hodar in der Region Kaffrine. Die Schreibweise des Namens ist im amtlichen Gebrauch nicht ganz einheitlich, gelegentlich wird der Buchstabe „d“ in Hodar verdoppelt, eine am Ort selbst produzierte seriöse Internetseite tut dies jedoch nicht.

## Geographische Lage
Malem Hodar liegt im Zentrum der Region Kaffrine, 27 Kilometer von der Regionalpräfektur Kaffrine entfernt. Sechs Kilometer östlich des Zentrums passiert der Grand Bao Bolon die Stadt, dessen Tal hier nur in der Regenzeit Wasser führt.

## Geschichte
Der Ort Malem Hodar erhielt beim Ausbau der Bahnstrecke Dakar–Niger zwischen Thiès und Kayes, der zwischen 1907 und 1923 stattfand, eine Bahnstation.
Malem Hodar war ab 1976 Sitz einer Communauté rurale und eines Arrondissements. Als Letzteres in den Rang eines Départements erhoben wurde, erhielt Malem Hodar 2008 den rechtlichen Status einer Commune (Stadt). Die Stadtgebiet erstreckt sich von der Unterpräfektur aus gemessen
- 4 km nach Norden bis zu den Dörfern Tawa und Diam Diam
- 6 km nach Süden bis zum Dorf Mbaracounda
- 6 km nach Osten bis zu den Dörfern Maka Bélal und Malem Thialène
- 6 km nach Westen bis zu den Dörfern Goudié und Hoddar (jeweils ausschließlich).

Daraus ergibt sich rechnerisch eine Stadtfläche von 120 km².

## Bevölkerung
Die letzten Volkszählungen ergaben für die Stadt jeweils folgende Einwohnerzahlen:
| Jahr | Einwohner |
| ---- | --------- |
| 1988 | ...       |
| 2002 | ...       |
| 2013 | 7.879     |

## Verkehr
Zwei Kilometer südlich der Ortsmitte verbindet die Nationalstraße N 1 Malem Hodar mit der Hafenmetropole Dakar und den Städten Mbour, Fatick, Kaolack, Birkelane und Kaffrine im Westen sowie mit Koungheul, Koumpentoum und Tambacounda im Osten und führt und weiter bei Kidira über die malische Grenze nach Kayes. Mitten durch Malem Hodar und parallel zur N1 führt die Bahnstrecke Dakar–Niger, die für den Güterverkehr im Erdnussbecken und mit dem Nachbarland Mali von Bedeutung ist.